# مسؤولية اجتماعية

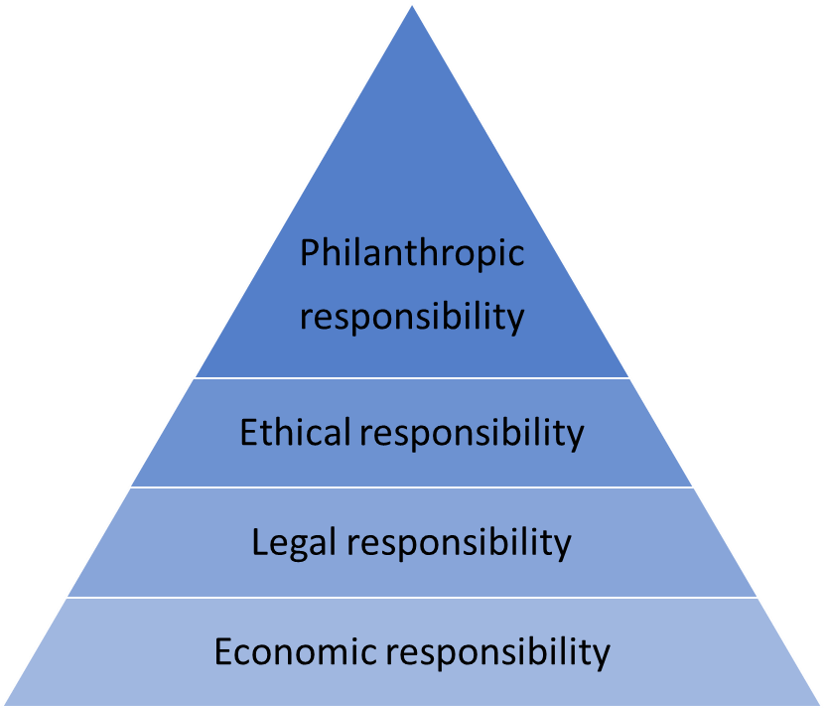
هرم المسؤولية الاجتماعية للشركات (CSR)

المسؤولية الاجتماعية هي نظرية أخلاقية تقترح أن أي كيان، سواء كان منظّمةً أو فردًا، يقع على عاتقه العمل لمصلحة المجتمع ككل. فالمسؤولية الاجتماعية هي أمرٌ يتعيّن على كل منظمّةٍ أو فرد الالتزام بها للحفاظ على التوازن ما بين الاقتصاد والنُظم البيئية. يمكن إيجاد موازنة بين التنمية الاقتصادية، بالمعنى المادي، ورفاهية المجتمع وسلامة البيئة، على الرغم من طعن العديد من التقارير خلال العقد الأول من القرن الواحد والعشرين بهذا. تعني المسؤولية الاجتماعية الحفاظ على التوازن بين الاثنين. فهي لا تنطوي على مؤسسات الأعمال وحسب، بل على كل من تؤثّر أعماله على البيئة. إنه مفهوم يهدف إلى ضمان تأمين رعايةٍ صحية للأشخاص الذين يعيشون في المناطق الريفية وإزالة جميع العقبات المتمثّلة في المسافة والوضع المالي، إلخ. يمكن أن تكون هذه المسؤولية سلبية، عند تجنّب الانخراط في أعمال ضارّة اجتماعيًا، أو يمكن أن تكون إيجابية، من خلال انخراطها بأنشطة تسعى إلى تحقيق الأهداف الاجتماعية مباشرةً. لا بد من توارث المسؤولية الاجتماعية بين الأجيال لأن أفعال جيلٍ واحد تنعكس تبعاتها على الأجيال التي ستأتي من بعده.
يمكن للشركات اعتماد صنع القرارات من منطلقٍ أخلاقي لتأمين أعمالها عن طريق اتخاذ القرارات التي تُتيح للهيئات الحكومية تقليل مشاركتها في الشركة إلى الحدّ الأدنى. على سبيل المثال، إذا اتبعت شركة ما إرشادات وكالة حماية البيئة الأمريكية (EPA) الخاصة بالانبعاثات على الملوّثات الخطرة، بل إذا خطت خطوةً إضافية نحو الانخراط في المجتمع ومعالجة تلك المخاوف التي قد تعتري الجمهور؛ ستكون أقل عرضةً من الخضوع لتحقيق وكالة حماية البيئة معها بسبب المخاوف البيئية. «مع ذلك، يشدّد أحد العناصر الهامّة للتفكير السائد حول الخصوصية على «التنظيم الذاتي» بدلًا من آليات السوق أو الحكومة لحماية المعلومات الشخصية». وفقًا لبعض الخبراء، تُسنّ معظم القواعد واللوائح بسبب الاحتجاجات الشعبية، ما يهدّد بتعظيم الأرباح إلى حدّها الأقصى وبالتالي يهدّد رفاهية المُساهم، وأنه إذا لم يكن هناك احتجاج، فغالبًا ما تكون اللوائح محدودة.
يُجادل بعض النقاد بأن المسؤولية الاجتماعية للشركات (CSR) تصرف الانتباه عن الدور الاقتصادي الأساسي للشركات. يجادل آخرون بأنها ليست أكثر من مجرّد واجهةٍ سطحية أو «ظاهرة غسل أخضر»؛ في حين يجادل آخرون بأنها محاولة لإلغاء دور الحكومات كجهة رقابة على الشركات ذات النفوذ رغم عدم وجود دليلٍ منهجي يدعم هذه الانتقادات. لم يُظهر عددٌ كبير من الدراسات أي تأثير سلبي على نتائج المساهمين من المسؤولية الاجتماعية للشركات (CSR)، لكنه أظهر وجود علاقةٍ سلبية بعض الشيء مع زيادة عوائد المساهمين.

## المسؤولية الاجتماعية للشركات
عرّف لورد هولم وريتشارد واتس المسؤولية الاجتماعية للشركات أو (CSR) في منشور مجلس الأعمال العالمي للتنمية المستدامة الذي حمل عنوان «التحلّي بحُسن الإدراك للأعمال التجارية» على أنها «...الالتزام المستمر للأعمال التجارية بسلك سلوكٍ أخلاقي والمساهمة في التنمية الاقتصادية وفي الوقت ذاته تحسين نوعيّة حياة القوى العاملة وأسرهم وكذلك المجتمع المحلي والمجتمع ككل». تُعد (CSR) واحدة من أحدث استراتيجيات الإدارة حيث تحاول الشركات توفير تأثيرٍ إيجابي للمجتمع أثناء ممارسة الأعمال التجارية. تشير الدلائل إلى أن المسؤولية الاجتماعية للشركات التي تتخذها الشركات طواعية ستكون أكثر فعالية من المسؤولية الاجتماعية للشركات التي تفرضها الحكومات. لا يوجد تعريف واضح لما تشمله المسؤولية الاجتماعية للشركات. كل شركة لديها أهداف مختلفة للمسؤولية الاجتماعية للشركات على الرغم من أن الدافع الرئيسي هو نفسه. جميع الشركات لديها جدول أعمال من نقطتين -للتحسين من الناحية النوعية (إدارة الأفراد والعمليات) والكمية (التأثير على المجتمع). والنقطة الثانية تحظى بذات القدر من الأهمية التي تحظى بها النقطة الأولى وأصحاب المصلحة في كل شركة يُولون اهتمامًا متزايدًا بـ «الدائرة الخارجية» -أنشطة الشركة وكيفية تأثيرها على البيئة والمجتمع. الدافع الآخر وراء ذلك هو أنه لا ينبغي على الشركات التركيز على تعظيم الأرباح فقط.
بينما تشمل العديد من الشركات عنصر المسؤولية الاجتماعية في عملياتها، لا يزال من المهم بالنسبة لأولئك الذين يشترون السلع والخدمات ضمان استدامة المنتجات اجتماعيًا. تتوفّر أدوات التحقّق من العديد من الكيانات على الصعيد الدولي، مثل المعايير البيئية لمعامل أندر رايتر (UL) وجمعية مصنعي أثاث المؤسسات وقطاع الأعمال (BIFMA) والمنتج القائم على التكنولوجيا الأحيائية وغرين سيل. تساعد هذه الموارد الشركات ومستهلكيها على تحديد المخاطر المحتملة المرتبطة بدورة حياة المنتج وتمكين المستخدمين النهائيين من التأكّد من التزام ممارسات الشركة بمُثل المسؤولية الاجتماعية.

## العلماء والمهندسون

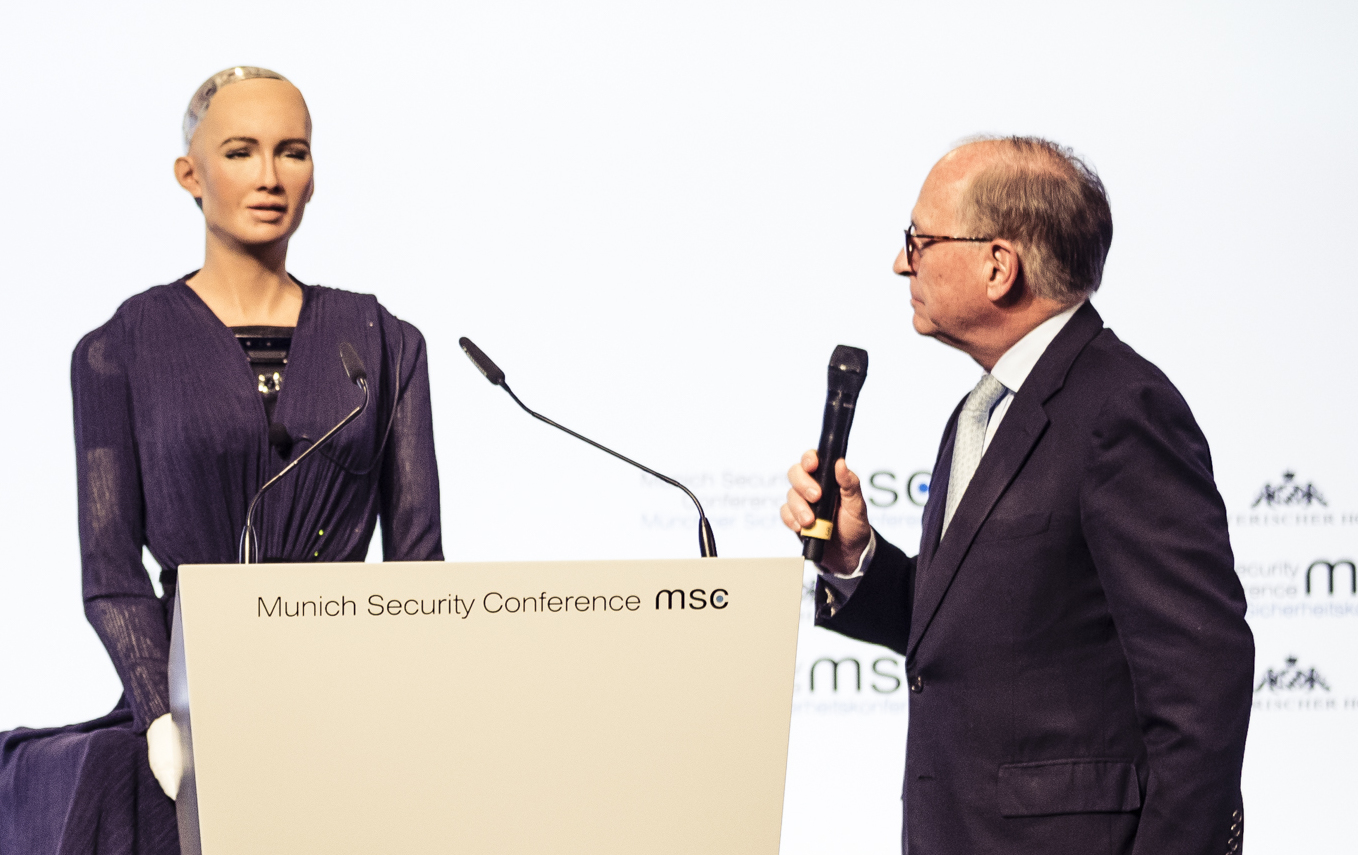
العلماء والمهندسون

تنصّ إحدى وجهات النظر الشائعة على أن العلماء والمهندسين مسؤولون أخلاقيًا عن العواقب السلبية التي تنجم عن التطبيقات المختلفة لمعرفتهم واختراعاتهم. في النهاية، إذا كان العلماء والمهندسون يعتزّون شخصيًا بالإنجازات الإيجابية العديدة للعلم والتكنولوجيا، فلماذا ينبغي السماح لهم بالتنصّل من المسؤولية عن التبعات السلبية الناجمة عن استخدام أو إساءة استخدام المعارف العلمية والابتكارات التكنولوجية؟ علاوةً على ذلك، يتحمّل العلماء والمهندسون مسؤوليةً جماعية عن اختيار عملهم وتطبيقه. غالبًا ما تشارك لجان العلماء والمهندسين في تخطيط البرامج البحثية الحكومية والشركات، بما في ذلك البرامج المخصّصة لتطوير التقنيات العسكرية والأسلحة. تلتزم العديد من الجمعيات المهنية والمنظمات الوطنية، مثل الأكاديمية الوطنية للعلوم والأكاديمية الوطنية للهندسة في الولايات المتحدة، بمبادئ توجيهية أخلاقية (انظر أخلاقيات الهندسة وأخلاقيات البحث لإجراء الأبحاث العلمية والهندسية). هناك اعتراف بأن العلماء والمهندسين خاصةً، فرديًا وجماعيًا، يتحمّلون قدرًا أكبر بكثير من المسؤولية من المواطنين العاديين فيما يتعلق باكتساب المعارف العلمية واستخدامها.
لقد جرت الإشارة إلى أن الوضع ليس للأسف بهذه البساطة ولا يجب إلقاء اللوم على عاتق العلماء والمهندسين في جميع الشرور التي نجمت عن المعرفة العلمية الجديدة والابتكارات التكنولوجية. أولًا، هناك مشكلة شائعة تتمثّل في تجزئة المسؤولية وتوزيعها. بسبب التقسيم الفكري والمادي للعمل، وما ينتج عن ذلك من تجزئةٍ للمعرفة، ودرجة التخصّص العالية، وهرمية عملية اتخاذ القرار المعقدة داخل الشركات ومختبرات الأبحاث الحكومية، من الصعب للغاية على العلماء والمهندسين الأفراد التحكم في تطبيقات ابتكاراتهم. تنتج عن هذه التجزئة لكل من العمل وصنع القرار مساءلة أخلاقية مجزّأة، وغالبًا ما تصل لدرجة يكون فيها «جميع المتورّطين مسؤولين ولكن لا يمكن تحميل أيٍّ منهم المسؤولية».
تكمن المشكلة الأخرى في الجهل. لا يمكن للعلماء والمهندسين التنبؤ بكيفية إساءة استخدام معارفهم الجديدة وابتكاراتهم التكنولوجية أو إساءة استخدامها لأغراض تخريبية في المستقبل القريب أو البعيد. في حين أن عذر الجهل مقبولٌ إلى حدٍّ ما لأولئك العلماء المشاركين في الأبحاث الأساسية والجوهرية جدًا، إذ لا يمكن حتى تصوّر التطبيقات المحتملة، فإن عذر الجهل يُعتبر حجّةً واهية أكثر بكثير بالنسبة للعلماء والمهندسين المشاركين في البحث العلمي التطبيقي والابتكار التكنولوجي لأن أهداف العمل معروفة. على سبيل المثال، تُجري معظم الشركات أبحاثًا حول منتجات أو خدمات محدّدة تتعهّد بتحقيق أكبر قدرٍ ممكن من الأرباح لحاملي الأسهم. وبالمثل، فإن معظم الأبحاث التي تموّلها الحكومات مُوجّهة نحو إنجاز المهام الموكلة إليها، مثل حماية البيئة وتطوير أدوية جديدة أو تصميم المزيد من الأسلحة الفتّاكة. في جميع الحالات التي يكون فيها تطبيق المعرفة العلمية والابتكار التكنولوجي معروفًا مسبقًا، فمن المستحيل على العالم أو المهندس أن يتجنّب مسؤولية البحث والابتكار التكنولوجي المشكوك فيه أخلاقيًا. كما كتب جون فورج في كتاب «المسؤولية الأخلاقية والعالم الجاهل»: «الجهل تحديدًا ليس عذرًا لأنه يمكن إلقاء اللوم على العلماء لكونهم يجهلون».
تقول وجهة نظرٍ أخرى إن المسؤولية تقع على عاتق أولئك الذين يوفّرون التمويل للبحث والتطورات التكنولوجية، والذين في معظم الحالات هم الشركات والهيئات الحكومية. علاوةً على ذلك، نظرًا إلى أن دافعي الضرائب يوفّرون الأموال بطريقة غير مباشرة للأبحاث التي ترعاها الحكومة، ينبغي مساءلتهم ومساءلة السياسيين الذين يمثّلونهم، أي المجتمع ككل، عن استخدامات وإساءة استخدام العلم. مقارنةً بالأوقات السابقة التي كان من الممكن للعلماء خلالها إجراء أبحاثهم الخاصة على نحوٍ مستقل، يتطّلب البحث التجريبي اليوم مختبرات وأجهزة باهظة الثمن، ما يجعل العلماء يعتمدون على أولئك الذين يسدّدون نفقات دراساتهم.
حصلت الصكوك شبه القانونية أو مبدأ القانون اللّيّن على بعض الوضع التشريعي ذو الصلة بالشركات الخاصة والعامة في الإعلان العالمي لأخلاقيات البيولوجيا وحقوق الإنسان الصادر عن منظمّة الأمم المتحدة للتربية والعلم والثقافة (اليونيسكو) والذي طوّرته لجنة اليونيسكو الدولية لأخلاقيات البيولوجيا خصوصًا فيما يتعلّق برفاه الطفولة والأمومة. ستشجّع المنظمة الدولية للمعايير (ISO) «الالتزام الطوعي بالمسؤولية الاجتماعية وستؤدي إلى توجيه مشترك بشأن مفاهيم وتعاريف وأساليب التقييم».